# Maria Lanceata Morelli
Suora Maria Vittorina Morelli nota come Venerabile Maria Lanceata (Dunarobba, 6 gennaio 1704 – Montecastrilli, 26 agosto 1762) è stata una monaca cristiana italiana.

## Biografia
Figlia di Erasmo Morelli di Sismano e Felicita Salvi Olivieri di Avigliano Umbro, il 21 giugno 1717 entrò nel monastero delle cappuccine di Montecastrilli fondato nel 1663, dove il 16 giugno 1719 vestì il saio francescano assumendo il nome di suor Maria Lanceata. Ebbe come padre confessore anche il padre gesuita Giovanni Maria Crivelli, che fu guida pure di Veronica Giuliani e della clarissa di Todi, suor Chiara Isabella Fornari. Il 10 agosto 1721 ebbe l'esperienza mistica della transverberazione. Morì il 26 agosto, festa di santa Rosa da Lima.

## Culto
A soli due anni dopo la morte a motivo della fama di santità, nel 1764 vi fu la ricognizione della salma. Nel 1821 fu avviato il processo di beatificazione, ripreso nel 2002 presso la diocesi di Orvieto-Todi.

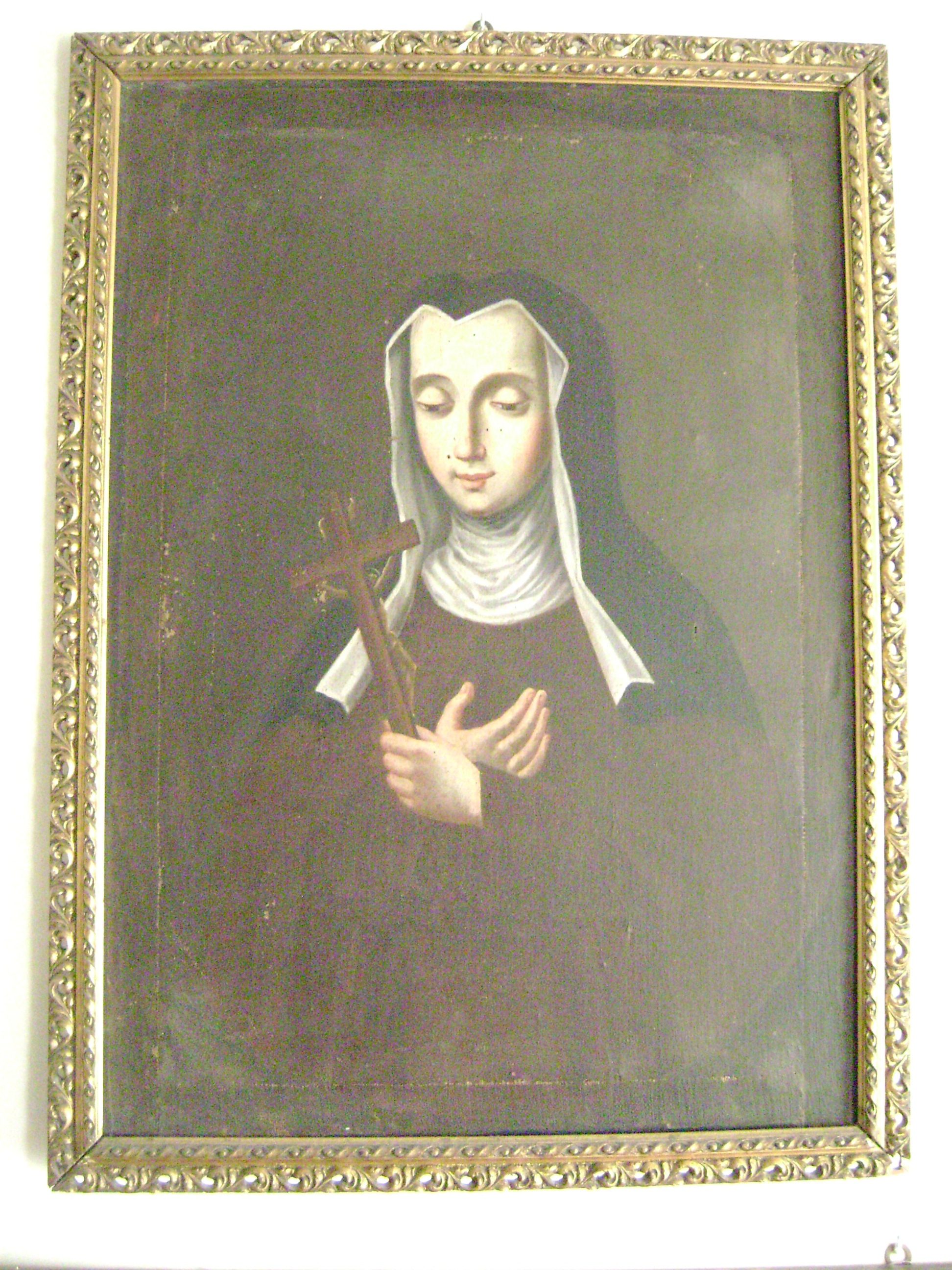
Suor Maria Lanceata